# جامبتولا
جامبتولا (به ایتالیایی: Gambettola) یک کومونه در ایتالیا است که در استان فورلی-چزنا واقع شده‌است.

## خصوصیات
جامبتولا ۷٫۶ کیلومترمربع مساحت و ۱۰٬۴۷۸ نفر جمعیت دارد.

## خواهرخوانده
شهر Montichiari خواهرخواندهٔ جامبتولا هست.